# Luiz Carlos Prates
Luiz Carlos Prates (Santiago, 26 gennaio 1943) è un giornalista, conduttore televisivo e conduttore radiofonico brasiliano.
Fra le sue caratteristiche dialettiche si possono notare la vena sempre polemica e il tono sempre rigido della voce uniti, quando lavora in televisione, ad una gestualità molto particolare che fa presa sul telespettatore medio.

## Biografia
Nato a Santiago del Brasile  il 26 gennaio 1943, ha passato i primi sette anni di vita in una fazenda nella terra natale, trasferendosi poi a Santa Maria. Qui ha passato tutta l'adolescenza.
Ha iniziato la carriera di giornalista come commentatore sportivo a Porto Alegre, nel 1960, a Rádio Porto Alegre. L'anno successivo passò a Rádio Difusora e in seguito a Rádio Guaíba.
Fra il 1964 e il 1969 è stato corrispondente in Brasile della statunitense Voz da América.
Laureatosi in psicologia negli anni settanta alla Pontifícia Universidade Católica do Rio Grande do Sul, ha iniziato da quell'epoca a lavorare a Rádio Gaúcha.
È stato telecronista sportivo di quattro campionati mondiali di calcio: dal 1978 al 1990.
Nel 1981 si è trasferito in un piccolo centro fra Criciúma e Florianópolis, nello Stato di Santa Catarina, dove ha lavorato a TV Eldorado e TV Record. Nel 1983  è diventato coordinatore sportivo di RBS TV, dove ha commentato partite di calcio ed è diventato opinionista. In questo periodo ha ricevuto critiche dall'opinione pubblica per i suoi commenti polemici: in uno di questi ha definito il governo Lula "... di miserabili...", imputandogli il numero aumentato di incidenti nelle strade. Nel 2009 avrebbe difeso velatamente la dittatura militare.
Dal 2011 al 2015 ha lavorato a SBT Santa Catarina.
Dall'aprile 2018 collabora con il canale Rede Independência de Comunicação. 